# L'Aiguillon
Pour les articles homonymes, voir Aiguillon.
L’Aiguillon (L'Agulhon en occitan languedocien) est une commune française, située dans le département de l’Ariège en région Occitanie.
Localisée dans le nord-est du département, la commune  fait partie, sur le plan historique et culturel, du pays d'Olmes, haut lieu de la tragédie cathare alliant des paysages d'une extrême diversité. La commune possède un patrimoine naturel remarquable : un site Natura 2000 (« Garonne, Ariège, Hers, Salat, Pique et Neste ») et six zones naturelles d'intérêt écologique, faunistique et floristique.
L'Aiguillon est une commune rurale qui compte 375 habitants en 2022. Elle fait partie de l'aire d'attraction de Lavelanet. Ses habitants sont appelés les Aiguillonnois ou Aiguillonnoises.

## Géographie

### Localisation
1. Carte dynamique
2. Carte Openstreetmap
3. Carte topographique
4. Carte avec les communes environnantes

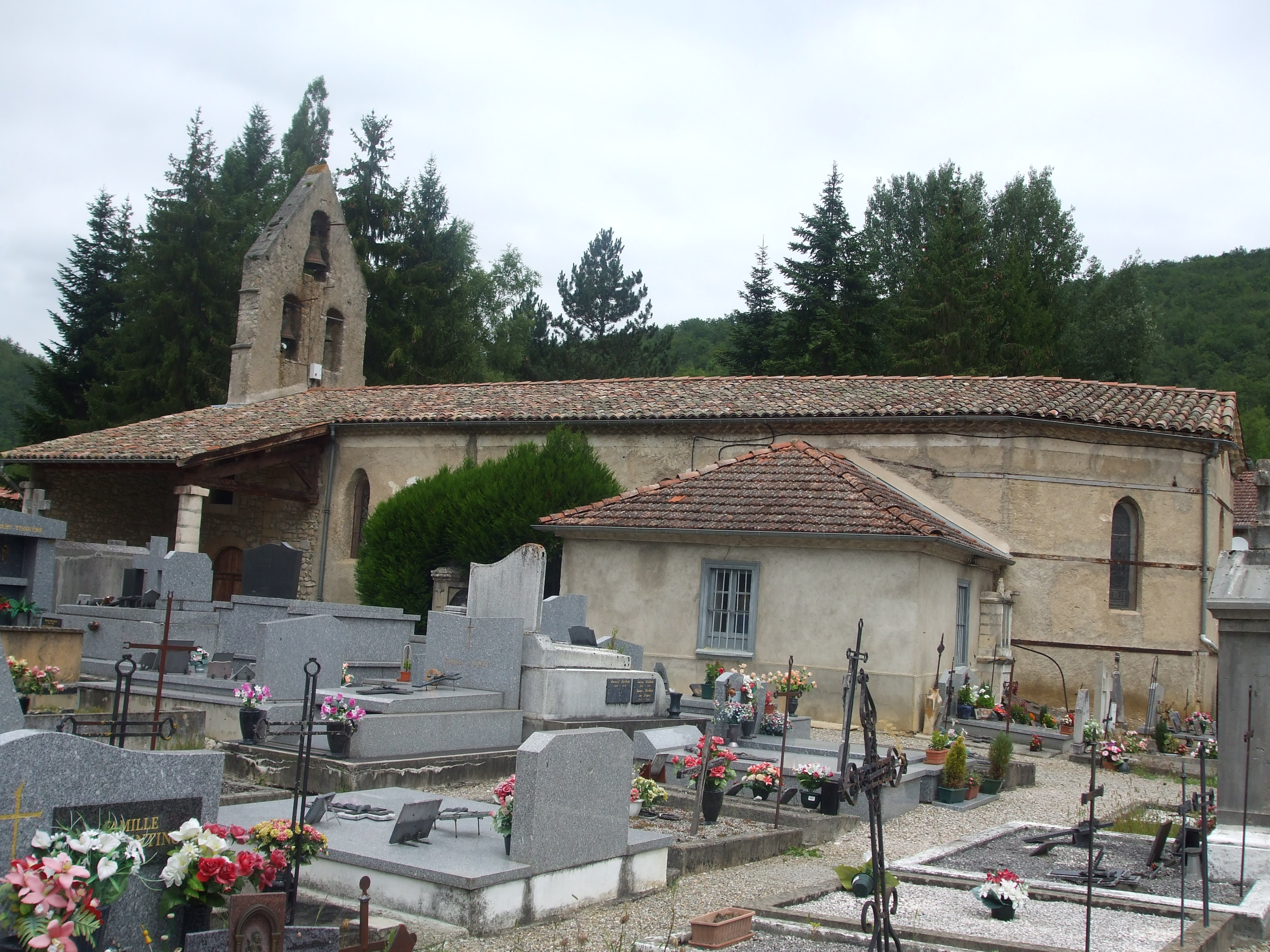
L'église de l'Aiguillon.

La commune de l'Aiguillon se trouve dans le département de l'Ariège, en région Occitanie.
Elle se situe à 25 km à vol d'oiseau de Foix, préfecture du département, à 32 km de Pamiers, sous-préfecture, et à 5 km de Lavelanet, bureau centralisateur du canton du Pays d'Olmes dont dépend la commune depuis 2015 pour les élections départementales.
La commune fait en outre partie du bassin de vie de Lavelanet.
Les communes les plus proches sont : 
Lesparrou (1,5 km), Saint-Jean-d'Aigues-Vives (2,7 km), Bélesta (3,1 km), Bénaix (3,5 km), Fougax-et-Barrineuf (4,2 km), La Bastide-sur-l'Hers (4,3 km), Lavelanet (4,6 km), Le Peyrat (4,7 km).
Sur le plan historique et culturel, L'Aiguillon fait partie du pays d'Olmes, haut lieu de la tragédie cathare alliant des paysages d'une extrême diversité.

### Communes limitrophes
| Les communes limitrophes sont Bélesta, Bénaix, Fougax-et-Barrineuf, Lesparrou, Saint-Jean-d'Aigues-Vives et Dreuilhe. Les limites communales de L'Aiguillon et celles de ses communes adjacentes. \| Dreuilhe (par un quadripoint) \| Lesparrou \| \| \| Saint-Jean-d'Aigues-Vives \| L'Aiguillon \| Bélesta \| \| Bénaix \| Fougax-et-Barrineuf \| \| |                     |         |
| Dreuilhe (par un quadripoint) | Lesparrou           |         |
| Saint-Jean-d'Aigues-Vives | L'Aiguillon         | Bélesta |
| Bénaix | Fougax-et-Barrineuf |         |

### Géologie et relief
La commune est située pour partie dans les Pyrénées, une chaîne montagneuse jeune, érigée durant l'ère tertiaire (il y a 40 millions d'années environ), en même temps que les Alpes, et pour partie dans le Bassin aquitain, le deuxième plus grand bassin sédimentaire de la France après le Bassin parisien. La commune est marquée par le front du chevauchement frontal nord-pyrénéen qui la traverse d'est en ouest, séparant la Zone nord-pyrénéenne (ZNP) au sud de la Zone sous-pyrénéenne (ZSP) au nord, qui constitue la frange sud du Bassin aquitain. Les terrains affleurants sur le territoire communal sont constitués de roches sédimentaires datant pour certaines du Cénozoïque, l'ère géologique la plus récente sur l'échelle des temps géologiques, débutant il y a 66 millions d'années, et pour d'autres du Mésozoïque, anciennement appelé Ère secondaire, qui s'étend de −252,2 à −66,0 Ma. La structure détaillée des couches affleurantes est décrite dans la feuille « n°1076 - Lavelanet » de la carte géologique harmonisée au 1/50 000ème du département de l'Ariège, et sa notice associée.
La superficie cadastrale de la commune publiée par l’Insee, qui sert de références dans toutes les statistiques, est de 6,37 km2,. La superficie géographique, issue de la BD Topo, composante du Référentiel à grande échelle produit par l'IGN, est quant à elle de 6,47 km2. Son relief est particulièrement découpé puisque la dénivelée maximale atteint 463 mètres. L'altitude du territoire varie entre 457 m et 920 m.
La commune se trouve au fond d’une cluse, creusée par l’Hers dans le Plantaurel, massif du Piémont pyrénéen. Le village est enserré entre le pic de Mède au sud, qui culmine à 912 m d’altitude, et la crête de l’Arse au nord, dont le point le plus haut se trouve à 718 m, cette dernière étant coupée de la crête de Bouchard par le col des Balussous, là où l’Hers bifurque vers le nord (se reporter à la carte).

### Hydrographie
L’Hers traverse la commune au nord, au pied de la Crête de l’Arse. Plusieurs affluents le rejoignent sur le territoire de la commune : les ruisseaux de Benaix, de Mède, du Bac.

### Climat
Pour des articles plus généraux, voir Climat de l'Occitanie et Climat de l'Ariège.
En 2010, le climat de la commune est de type climat océanique altéré, selon une étude s'appuyant sur une série de données couvrant la période 1971-2000. En 2020, Météo-France publie une typologie des climats de la France métropolitaine dans laquelle la commune est exposée à un climat de montagne et est dans la région climatique Pyrénées centrales, caractérisée par une pluviométrie annuelle de 1 000 à 1 200 mm.
Pour la période 1971-2000, la température annuelle moyenne est de 12,1 °C, avec une amplitude thermique annuelle de 15,3 °C. Le cumul annuel moyen de précipitations est de 933 mm, avec 10,1 jours de précipitations en janvier et 6 jours en juillet. Pour la période 1991-2020, la température moyenne annuelle observée sur la station météorologique la plus proche, située sur la commune de Léran à 8 km à vol d'oiseau, est de 12,5 °C et le cumul annuel moyen de précipitations est de 810,2 mm,. Pour l'avenir, les paramètres climatiques de la commune estimés pour 2050 selon différents scénarios d'émission de gaz à effet de serre sont consultables sur un site dédié publié par Météo-France en novembre 2022.

### Milieux naturels et biodiversité

#### Réseau Natura 2000

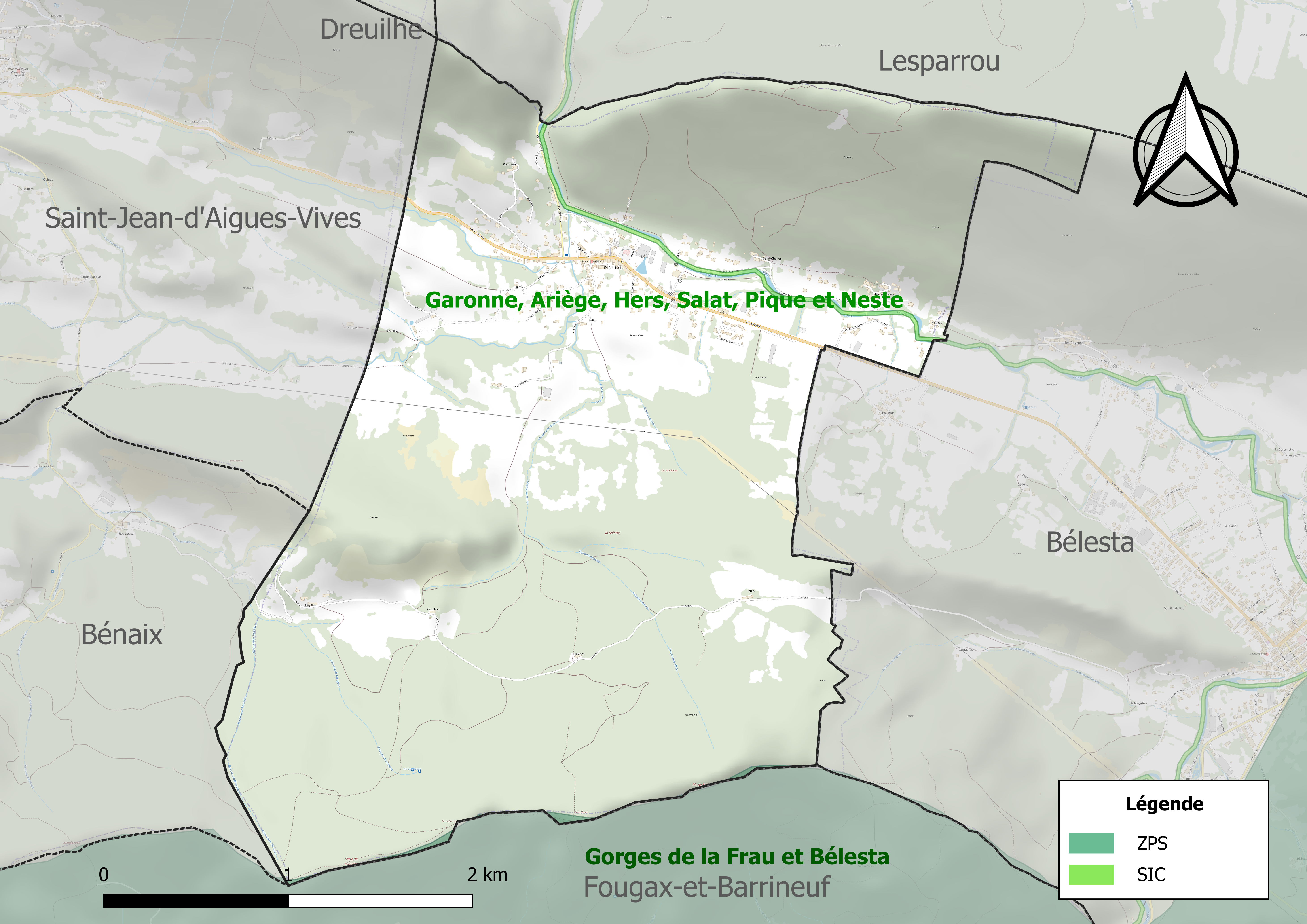
Site Natura 2000 sur le territoire communal.

Le réseau Natura 2000 est un réseau écologique européen de sites naturels d'intérêt écologique élaboré à partir des directives habitats et oiseaux, constitué de zones spéciales de conservation (ZSC) et de zones de protection spéciale (ZPS).
Un site Natura 2000 a été défini sur la commune au titre de la directive habitats : « Garonne, Ariège, Hers, Salat, Pique et Neste », d'une superficie de 9 581 ha, un réseau hydrographique pour les poissons migrateurs, avec des zones de frayères actives et potentielles importantes pour le Saumon en particulier qui fait l'objet d'alevinages réguliers et dont des adultes atteignent déjà Foix sur l'Ariège.

#### Zones naturelles d'intérêt écologique, faunistique et floristique
L’inventaire des zones naturelles d'intérêt écologique, faunistique et floristique (ZNIEFF) a pour objectif de réaliser une couverture des zones les plus intéressantes sur le plan écologique, essentiellement dans la perspective d’améliorer la connaissance du patrimoine naturel national et de fournir aux différents décideurs un outil d’aide à la prise en compte de l’environnement dans l’aménagement du territoire.
Trois ZNIEFF de type 1 sont recensées sur la commune :
- le « cours de l'Hers » (891 ha), couvrant 41 communes dont 32 dans l'Ariège, 7 dans l'Aude et 2 dans la Haute-Garonne[23] ;
- « le Plantaurel oriental » (3 272 ha), couvrant 11 communes dont 9 dans l'Ariège et 2 dans l'Aude[24],
- les « montagnes de Belesta, de la Frau, de l'Ordat et de Prades » (14 014 ha), couvrant 32 communes dont 28 dans l'Ariège et 4 dans l'Aude[25] ;

et trois ZNIEFF de type 2, : 
- « le Plantaurel » (42 116 ha), couvrant 72 communes dont 68 dans l'Ariège, 2 dans l'Aude et 2 dans la Haute-Garonne[26] ;
- « l'Hers et ripisylves » (1 417 ha), couvrant 41 communes dont 32 dans l'Ariège, 7 dans l'Aude et 2 dans la Haute-Garonne[27] ;
- les « montagnes d'Olmes » (31 924 ha), couvrant 33 communes dont 31 dans l'Ariège et 2 dans l'Aude[28].

Carte des ZNIEFF de type 1 et 2 à L'Aiguillon.
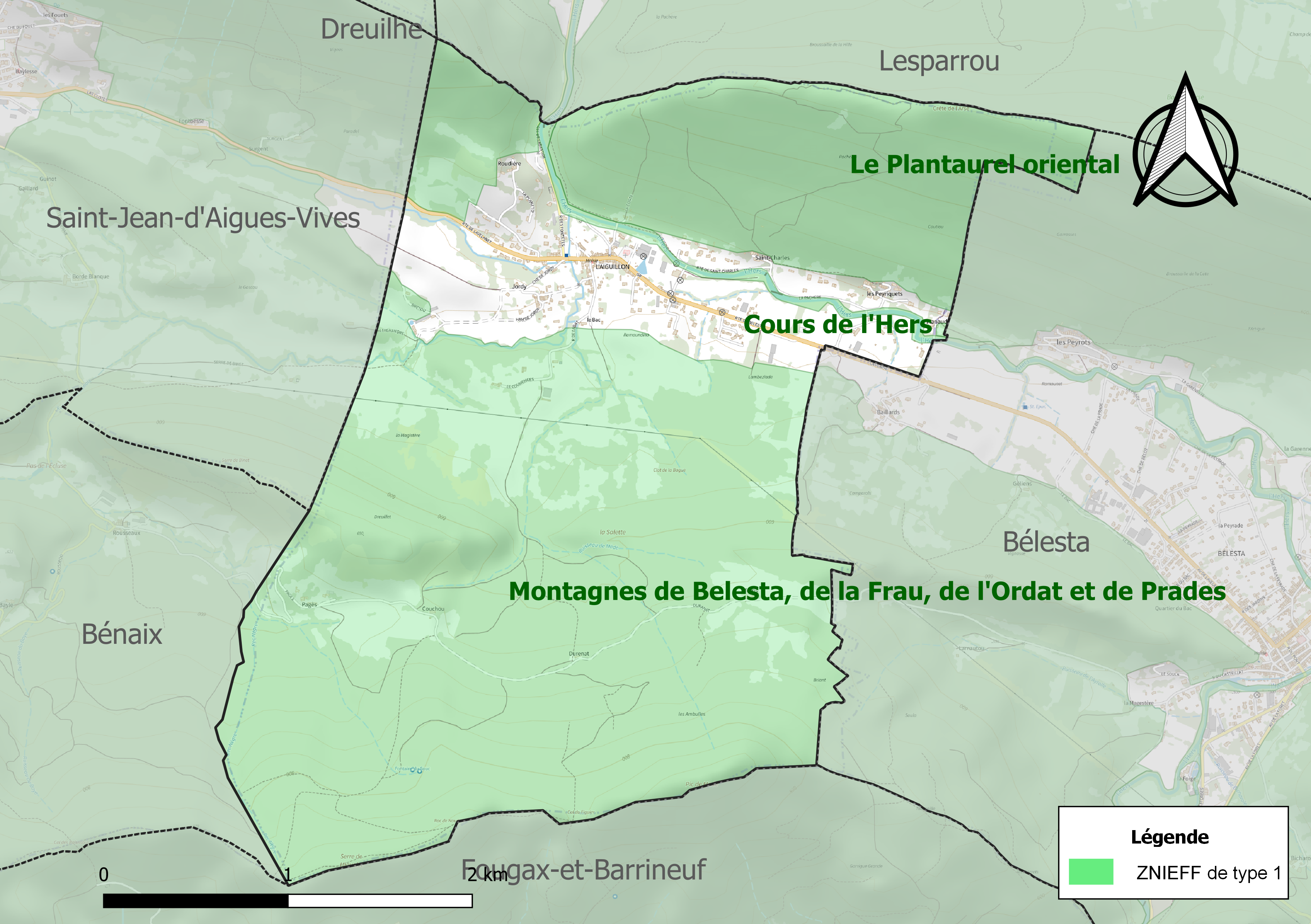
Carte de la ZNIEFF de type 1 sur la commune.
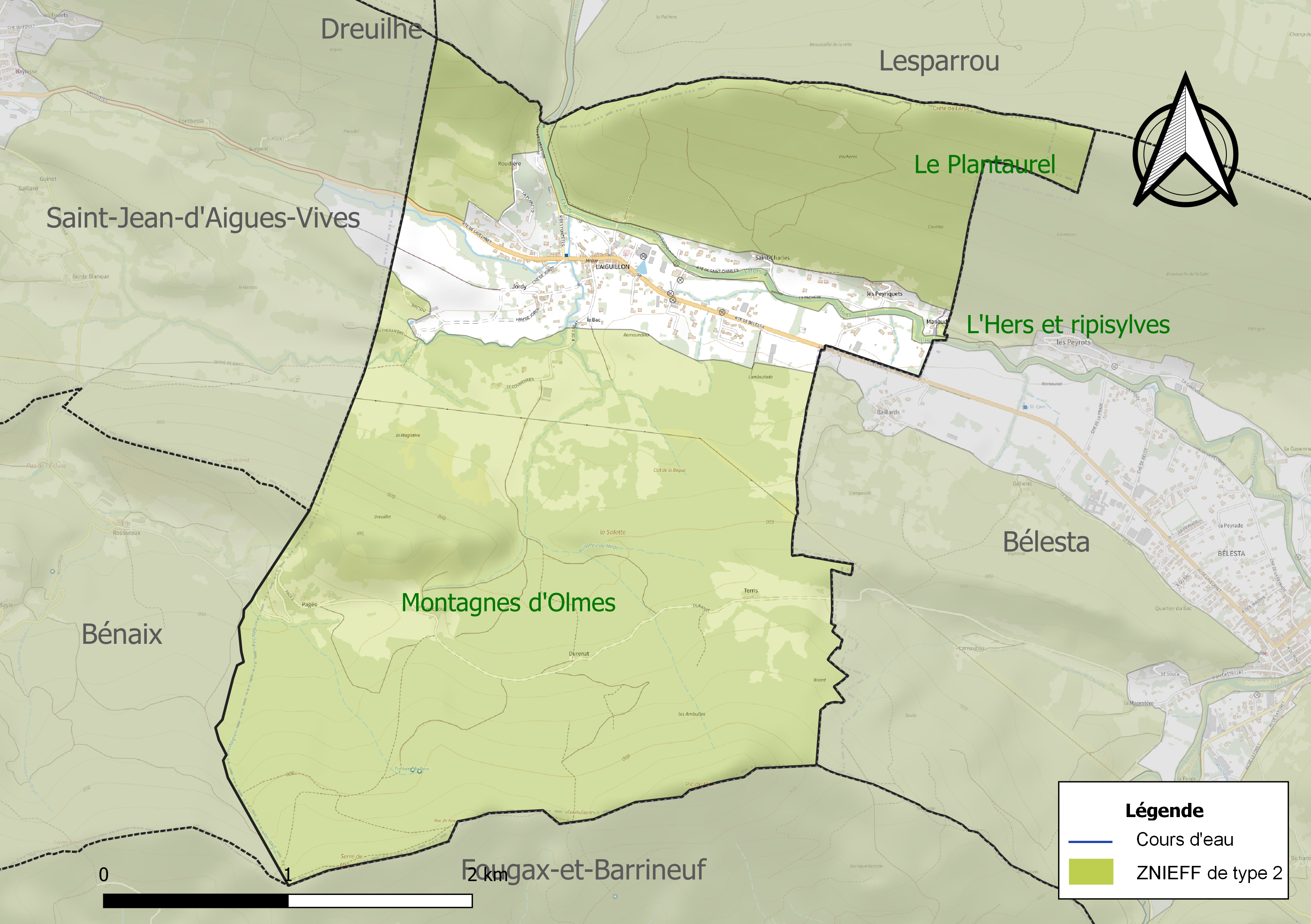
Carte des ZNIEFF de type 2 sur la commune.

## Urbanisme

### Typologie
Au 1er janvier 2024, L'Aiguillon est catégorisée commune rurale à habitat dispersé, selon la nouvelle grille communale de densité à 7 niveaux définie par l'Insee en 2022.
Elle est située hors unité urbaine. Par ailleurs la commune fait partie de l'aire d'attraction de Lavelanet, dont elle est une commune de la couronne,. Cette aire, qui regroupe 28 communes, est catégorisée dans les aires de moins de 50 000 habitants,.

### Occupation des sols

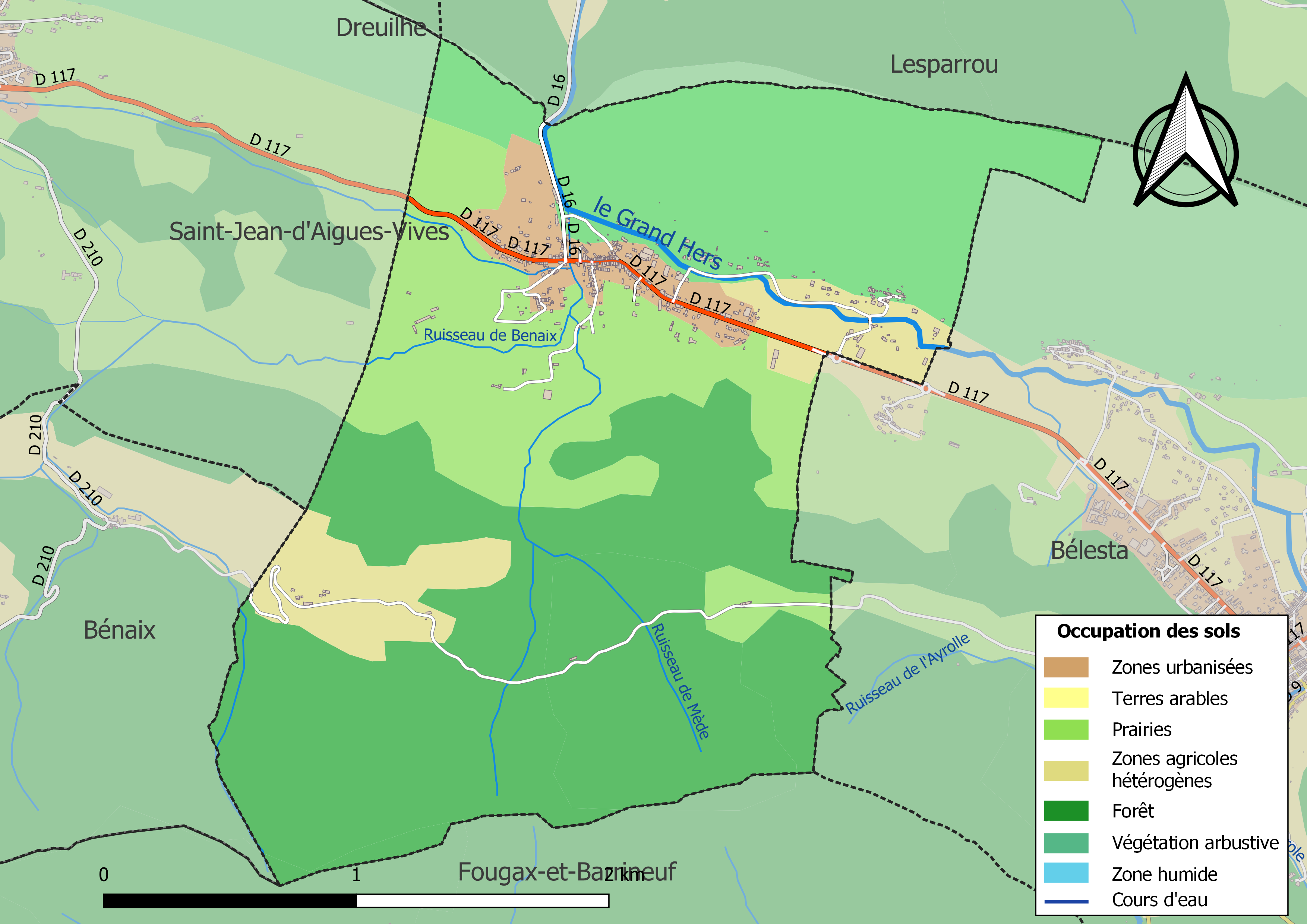
Carte des infrastructures et de l'occupation des sols de la commune en 2018 (CLC).

L'occupation des sols de la commune, telle qu'elle ressort de la base de données européenne d’occupation biophysique des sols Corine Land Cover (CLC), est marquée par l'importance des forêts et milieux semi-naturels (65,2 % en 2018), une proportion sensiblement équivalente à celle de 1990 (65,8 %). La répartition détaillée en 2018 est la suivante : 
forêts (65,2 %), prairies (19,9 %), zones agricoles hétérogènes (8,4 %), zones urbanisées (6,5 %). L'évolution de l’occupation des sols de la commune et de ses infrastructures peut être observée sur les différentes représentations cartographiques du territoire : la carte de Cassini (XVIIIe siècle), la carte d'état-major (1820-1866) et les cartes ou photos aériennes de l'IGN pour la période actuelle (1950 à aujourd'hui).

### Habitat et logement
En 2018, le nombre total de logements dans la commune était de 283, alors qu'il était de 254 en 2013 et de 249 en 2008.
Parmi ces logements, 74,7 % étaient des résidences principales, 9,1 % des résidences secondaires et 16,2 % des logements vacants. Ces logements étaient pour 94,5 % d'entre eux des maisons individuelles et pour 5,5 % des appartements.
Le tableau ci-dessous présente la typologie des logements à l'L'Aiguillon en 2018 en comparaison avec celle de l'Ariège et de la France entière. Une caractéristique marquante du parc de logements est ainsi une proportion de résidences secondaires et logements occasionnels (9,1 %) inférieure à celle du département (24,6 %) mais supérieure à celle de la France entière (9,7 %). Concernant le statut d'occupation de ces logements, 82,6 % des habitants de la commune sont propriétaires de leur logement (77,5 % en 2013), contre 66,3 % pour l'Ariège et 57,5 % pour la France entière.
| Typologie                                               | L'Aiguillon | Ariège | France entière |
| ------------------------------------------------------- | ----------- | ------ | -------------- |
| Résidences principales (en %)                           | 74,7        | 65,7   | 82,1           |
| Résidences secondaires et logements occasionnels (en %) | 9,1         | 24,6   | 9,7            |
| Logements vacants (en %)                                | 16,2        | 9,7    | 8,2            |

### Risques majeurs
Le territoire de la commune de l'Aiguillon est vulnérable à différents aléas naturels : inondations, climatiques (grand froid ou canicule), feux de forêts, mouvements de terrains et séisme (sismicité modérée). Il est également exposé à un risque technologique,  le transport de matières dangereuses,.

#### Risques naturels

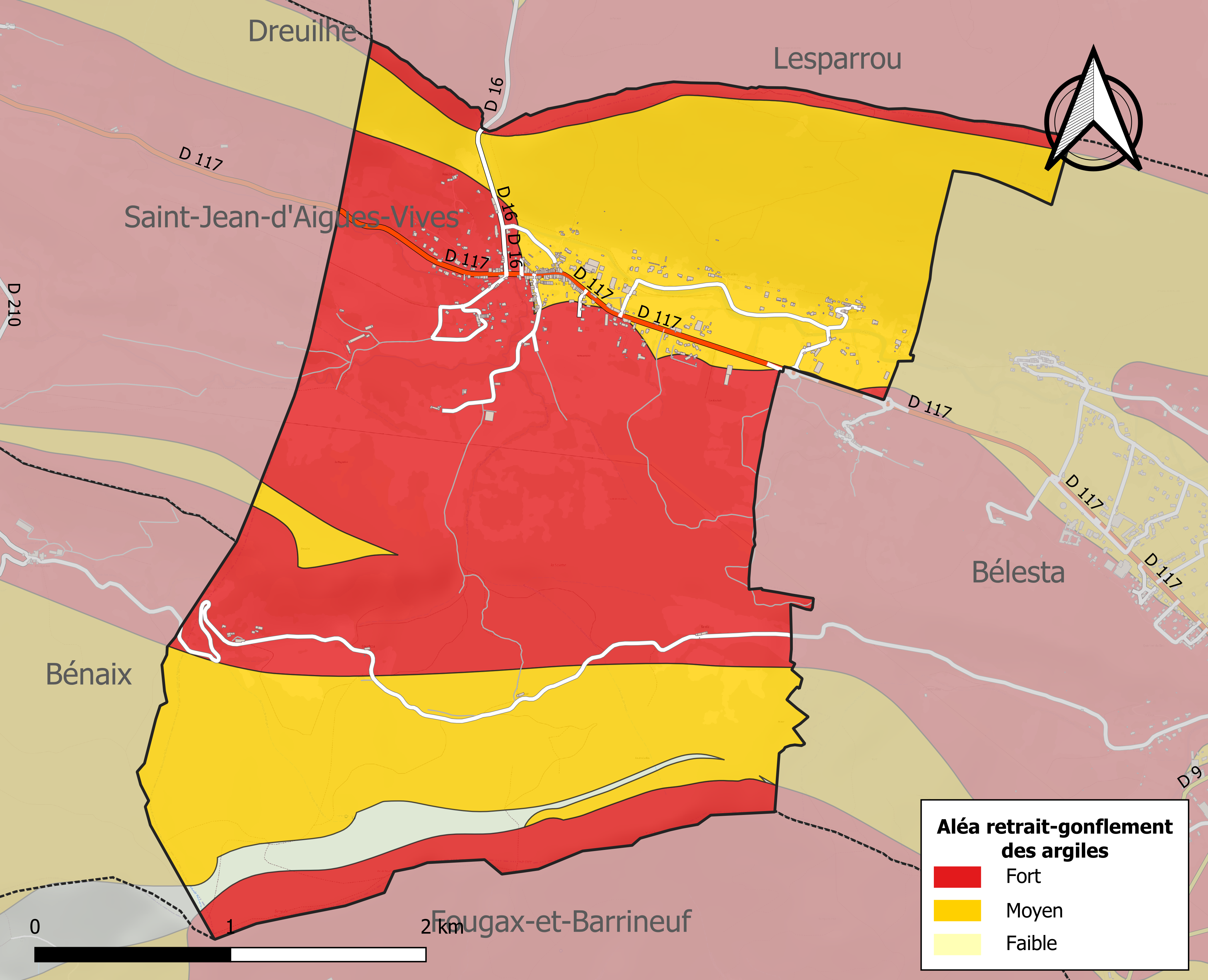
Zonage de l'aléa retrait-gonflement des argiles sur la commune de l'Aiguillon.

Certaines parties du territoire communal sont susceptibles d’être affectées par le risque d’inondation par débordement, crue torrentielle d'un cours d'eau, ou ruissellement d'un versant. 	
Les mouvements de terrains susceptibles de se produire sur la commune sont soit des chutes de blocs, soit des glissements de terrains, soit des effondrements liés à des cavités souterraines, soit des mouvements liés au retrait-gonflement des argiles. Près de 50 % de la superficie de l’Ariège est concernée par l'aléa retrait-gonflement des argiles, dont la commune de l'Aiguillon. L'inventaire national des cavités souterraines permet par ailleurs de localiser celles situées sur la commune.

#### Risques technologiques
Le risque de transport de matières dangereuses par une infrastructure routière ou ferroviaire ou par une canalisation de transport de gaz concerne la commune. Un accident se produisant sur une telle infrastructure est en effet susceptible d’avoir des effets graves au bâti ou aux personnes jusqu’à 350 m, selon la nature du matériau transporté. Des dispositions d’urbanisme peuvent être préconisées en conséquence.

## Toponymie
L'Aiguillon était anciennement orthographié L'Éguillon. En occitan, agulhon (« Aiguillon ») désigne une « hauteur pointue ». En celte, la signification est « vallée ayant une confluence » (rivières ou mer) ; ce sens se retrouve pour les autres communes de France se nommant Aiguillon. Par ailleurs, il est intéressant de noter qu'à la confluence de l'Hers et du ruisseau venant de Mède, la terre forme un aiguillon (étude Christian Pousse).

## Histoire

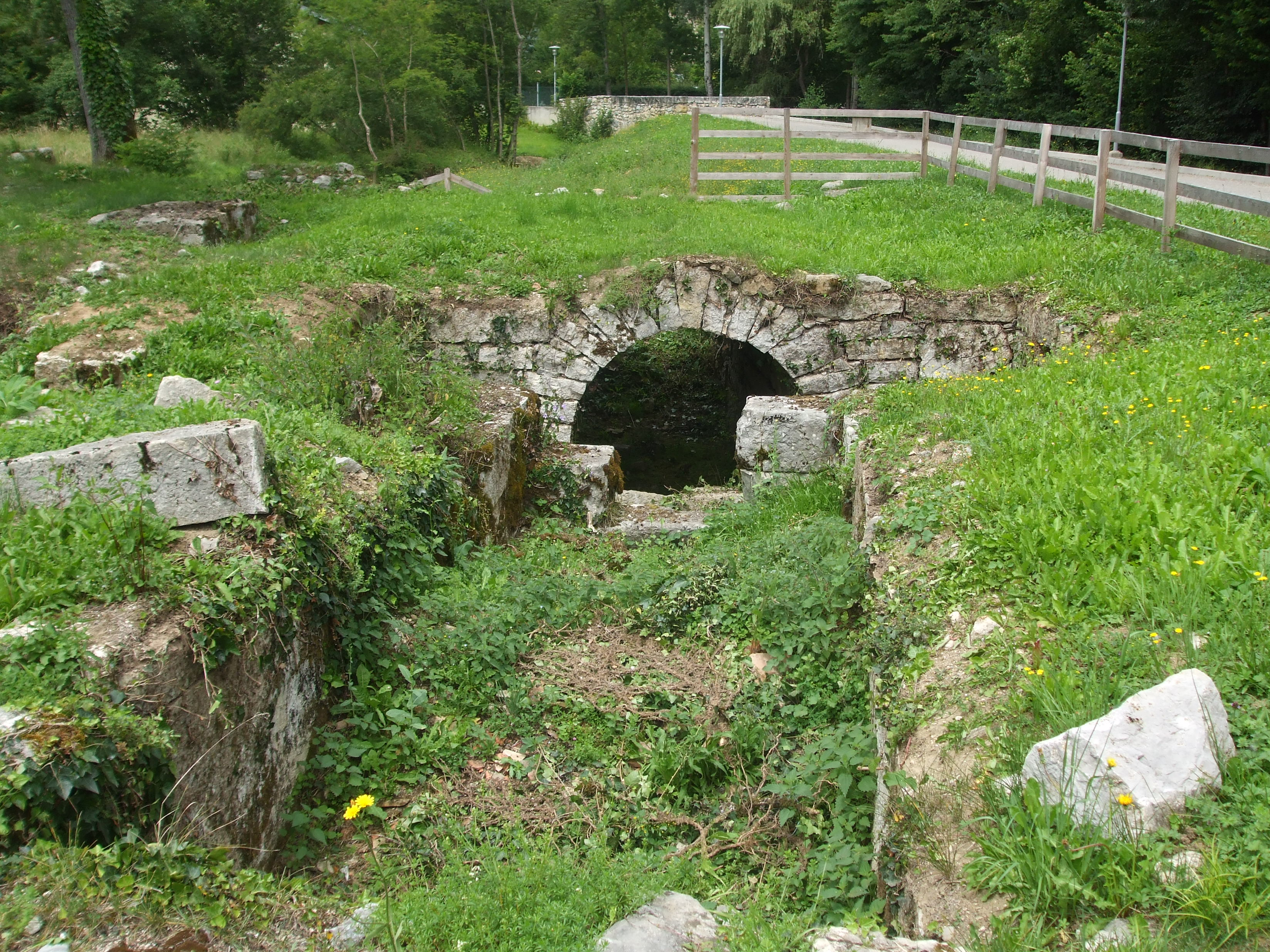
Ruines du moulin à marbre, par la suite transformé en usine de peigne en corne.

La seigneurie de L’Aiguillon relève de Mirepoix jusqu’au partage du fief en 1329, date à laquelle elle passe sous l’autorité de Léran. À partir du XVIe siècle, L’Aiguillon fait partie de la baronnie de Bélesta, avec les seigneuries de Bélesta et de Fougax. Le village fait partie de la commune de Bélesta jusqu’à sa distraction en 1926.
Les principales industries au XIXe siècle et au XXe siècle sont, comme c’est le cas dans tout le pays d’Olmes, celle du peigne en corne (anciennement en buis) et de la filature.

## Politique et administration

### Découpage territorial
La commune de l'Aiguillon est membre de la communauté de communes du Pays d'Olmes, un établissement public de coopération intercommunale (EPCI) à fiscalité propre créé le 26 décembre 1995 dont le siège est à Lavelanet. Ce dernier est par ailleurs membre d'autres groupements intercommunaux.
Sur le plan administratif, elle est rattachée à l'arrondissement de Pamiers, au département de l'Ariège, en tant que circonscription administrative de l'État, et à la région Occitanie.
Sur le plan électoral, elle dépend du canton du Pays d'Olmes pour l'élection des conseillers départementaux, depuis le redécoupage cantonal de 2014 entré en vigueur en 2015, et de la première circonscription de l'Ariège  pour les élections législatives, depuis le redécoupage électoral de 1986.

### Liste des maires
| Période                                  | Période   | Identité          | Étiquette | Qualité               |
| ---------------------------------------- | --------- | ----------------- | --------- | --------------------- |
| avant 1981                               | ?         | Georges Delmas    | PS        |                       |
| mars 2001                                | 2020      | Claude Camanes    | DVG       | Professeur des écoles |
| mai 2020                                 | juin 2020 | Bertrand Piquemal |           |                       |
| juin 2020                                | mars 2021 | Virginie Masip    |           |                       |
| mars 2021                                | En cours  | Geneviève Richou  |           |                       |
| Les données manquantes sont à compléter. |           |                   |           |                       |

## Démographie

### Évolution démographique
L'évolution du nombre d'habitants est connue à travers les recensements de la population effectués dans la commune depuis 1931. Pour les communes de moins de 10 000 habitants, une enquête de recensement portant sur toute la population est réalisée tous les cinq ans, les populations de référence des années intermédiaires étant quant à elles estimées par interpolation ou extrapolation. Pour la commune, le premier recensement exhaustif entrant dans le cadre du nouveau dispositif a été réalisé en 2005.

En 2022, la commune comptait 375 habitants, en évolution de −11,56 % par rapport à 2016 (Ariège : +1,48 %, France hors Mayotte : +2,11 %).
| 1931 | 1936 | 1946 | 1954 | 1962 | 1968 | 1975 | 1982 | 1990 |
| ---- | ---- | ---- | ---- | ---- | ---- | ---- | ---- | ---- |
| 420  | 423  | 408  | 414  | 403  | 372  | 391  | 437  | 480  |

| 1999 | 2005 | 2006 | 2010 | 2015 | 2020 | 2022 | - | - |
| ---- | ---- | ---- | ---- | ---- | ---- | ---- | - | - |
| 422  | 403  | 399  | 392  | 420  | 381  | 375  | - | - |

## Économie

### Revenus
En 2018, la commune compte 192 ménages fiscaux, regroupant 389 personnes. La médiane du revenu disponible par unité de consommation est de 19 830 € (19 820 € dans le département).

### Emploi
| Division       | 2008   | 2013   | 2018   |
| -------------- | ------ | ------ | ------ |
| Commune        | 11,5 % | 15 %   | 10,1 % |
| Département    | 8,9 %  | 11,1 % | 11,2 % |
| France entière | 8,3 %  | 10 %   | 10 %   |

En 2018, la population âgée de 15 à 64 ans s'élève à 216 personnes, parmi lesquelles on compte 63,8 % d'actifs (53,8 % ayant un emploi et 10,1 % de chômeurs) et 36,2 % d'inactifs,. En  2018, le taux de chômage communal (au sens du recensement) des 15-64 ans est inférieur à celui du département, mais supérieur à celui de la France, alors qu'en 2008 il était supérieur à celui du département.
La commune fait partie de la couronne de l'aire d'attraction de Lavelanet, du fait qu'au moins 15 % des actifs travaillent dans le pôle,. Elle compte 25 emplois en 2018, contre 28 en 2013 et 37 en 2008. Le nombre d'actifs ayant un emploi résidant dans la commune est de 118, soit un indicateur de concentration d'emploi de 21,6 % et un taux d'activité parmi les 15 ans ou plus de 37 %.
Sur ces 118 actifs de 15 ans ou plus ayant un emploi, 18 travaillent dans la commune, soit 16 % des habitants. Pour se rendre au travail, 90,8 % des habitants utilisent un véhicule personnel ou de fonction à quatre roues, 3,6 % s'y rendent en deux-roues, à vélo ou à pied et 5,5 % n'ont pas besoin de transport (travail au domicile).

### Activités hors agriculture
33 établissements sont implantés  à L'Aiguillon au 31 décembre 2019. Le tableau ci-dessous en détaille le nombre par secteur d'activité et compare les ratios avec ceux du département,.
| Secteur d'activité                                                                                        | Commune | Commune | Département |
| Secteur d'activité                                                                                        | Nombre  | %       | %           |
| --- | ------- | ------- | ----------- |
| Ensemble                                                                                                  | 33      |         |             |
| Industrie manufacturière, industries extractives et autres                                                | 9       | 27,3 %  | (12,9 %)    |
| Construction                                                                                              | 8       | 24,2 %  | (14,2 %)    |
| Commerce de gros et de détail, transports, hébergement et restauration                                    | 8       | 24,2 %  | (27,5 %)    |
| Activités spécialisées, scientifiques et techniques et activités de services administratifs et de soutien | 2       | 6,1 %   | (13,2 %)    |
| Autres activités de services                                                                              | 6       | 18,2 %  | (8,8 %)     |

Le secteur de l'industrie manufacturière, des industries extractives et autres est prépondérant sur la commune puisqu'il représente 27,3 % du nombre total d'établissements de la commune (9 sur les 33 entreprises implantées  à l'L'Aiguillon), contre 12,9 % au niveau départemental.

### Agriculture
La commune fait partie de la petite région agricole dénommée « Région sous-pyrénéenne ». En 2010, l'orientation technico-économique de l'agriculture  sur la commune est la production de bovins, lait, élevage et viande combinés.
|                                   | 1988 | 2000 | 2010 |
| --------------------------------- | ---- | ---- | ---- |
| Exploitations                     | 4    | 3    | s    |
| Superficie agricole utilisée (ha) | s    | s    | s    |

Le nombre d'exploitations agricoles en activité et ayant leur siège dans la commune est passé de 4 en 1988 à 3 en 2000 puis à un nombre inférieur au secret statistique en 2010. Le même mouvement est observé à l'échelle du département qui a perdu pendant cette période 48 % de ses exploitations. La surface agricole utilisée sur la commune a également diminué.

## Culture locale et patrimoine

### Lieux et monuments

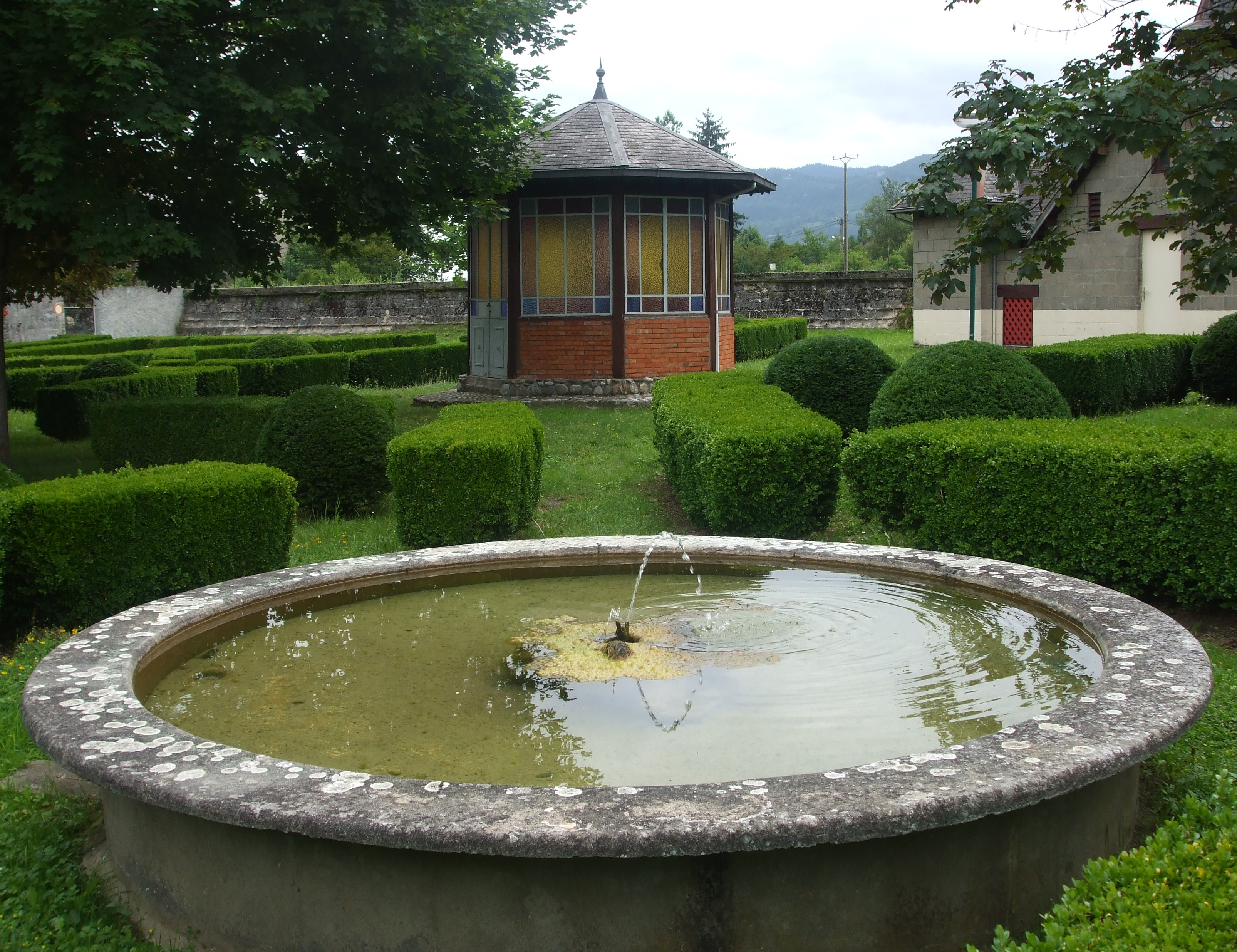
Vue de la fabrique de jardin dans le jardin à la française. En arrière-plan à droite, maison miniature.

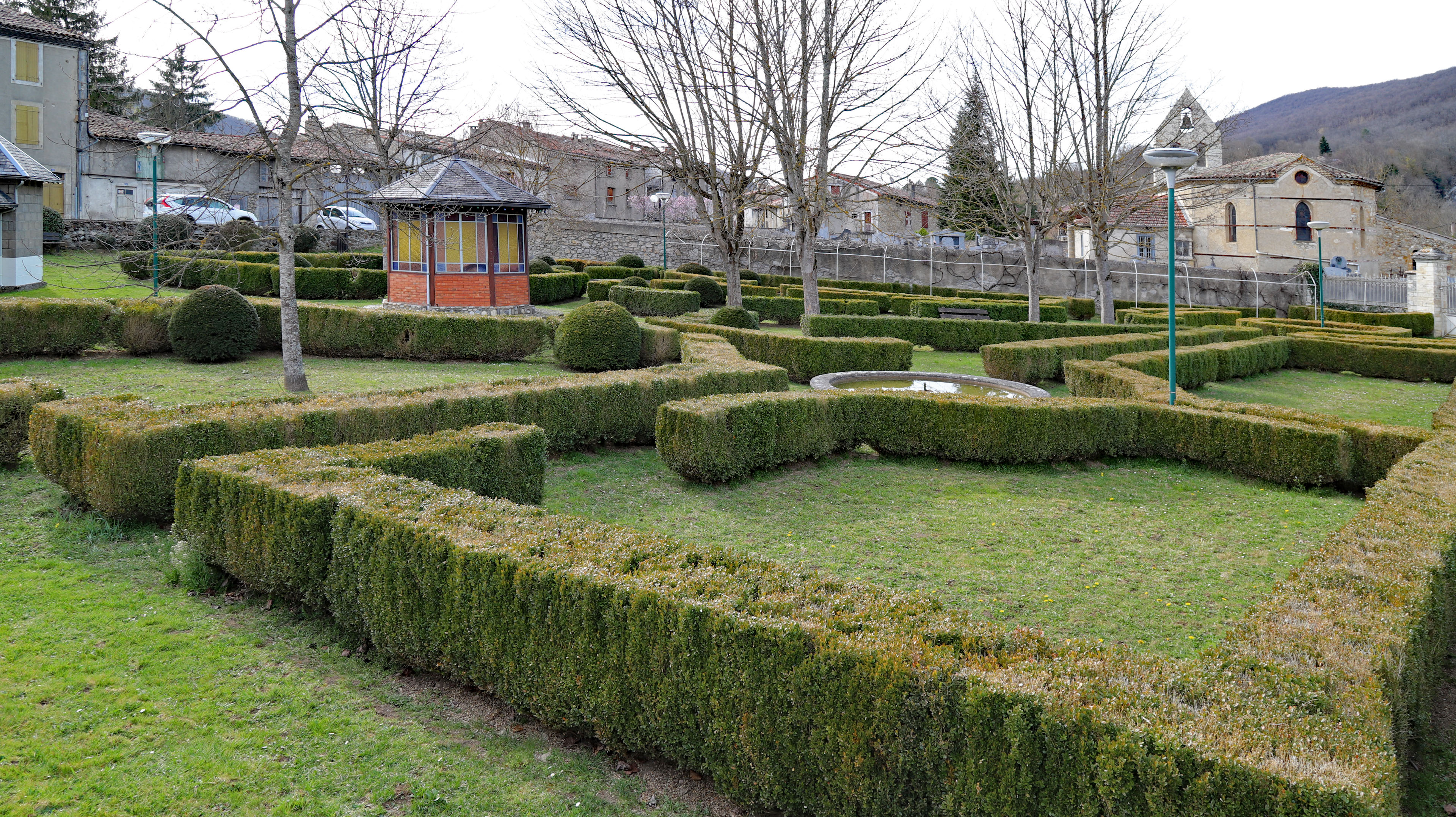
Le jardin

- Une scierie de marbre du XIXe siècle (ordonnance de Charles X du 21 février 1827) a été mise à jour en 2005.
- Un moulin à farine antérieur à 1747, transformé en usine de peigne en corne, est maintenant en ruines.
- Église de la Nativité-de-la-Vierge-Marie de L'Aiguillon[51]. L’église mêle des éléments architecturaux classiques et modernes (particulièrement l’entrée). Elle est consacrée à la Vierge Marie. Il existait en outre une chapelle vouée à saint Michel, près de l’église actuelle (fin du XVe siècle).
- À côté du cimetière se trouve un jardin à la française, avec en son centre un belvédère. Il a été aménagé par l'industriel du textile Aubin Cabrol, dans les années 1920[52].
- Il y a de surcroît plusieurs croix de chemins.

### Personnalités liées à la commune
- L’abbé Édouard Lafuste († 17 novembre 1935 à L’Aiguillon), curé du village, est l’auteur de nombreuses études historiques.

## Pour approfondir